# Armada afghana
Armada afghana är en fjärilsart som beskrevs av George Francis Hampson 1926. Armada afghana ingår i släktet Armada och familjen nattflyn. Inga underarter finns listade i Catalogue of Life.